# Mónica Lázaro Peinado
Mónica Lázaro Peinado   (el Prat de Llobregat, 12 d'agost de 1986) és una jugadora de bàsquet catalana professional. Mesura 1,88 m. d'alçària i juga en la posició d'aler pivot.
Es va formar al Segle XXI, d'on va sortir l'any 2004 per jugar al Club de Bàsquet Santa Rosa de Lima Horta, que, com el seu club d'origen, també militava a la segona categoria de la lliga espanyola. Després de dues temporades a l'equip d'Horta, el 2006 va fitxar pel Club de Bàsquet Sant Adrià, on va jugar durant tres temporades. Després d'unes temporades a Copa Catalunya, el 2013 torna a la Lliga Femenina 2 de la mà del Barça CBS. Hi va jugar dos anys, i la temporada 2018-19 fitxa per l'Snatt's Femení Sant Adrià de la Lliga Femenina 1.